# 에스조피클론
에스조피클론은 비벤조디아제핀 계열에 속하여, 장기 복용에 적합한 초단시간형 수면제이다.

## 적응증
- 불면증

## 종류
- 조피스타정(한국휴온스)
- 조스정(명인제약)